# Petr Svoboda (friidrottare)
Petr Svoboda, född den 10 oktober 1984, är en tjeckisk friidrottare som tävlar i häcklöpning.
Svoboda deltog på 110 meter häck vid Olympiska sommarspelen 2008, där han tog sig till semifinal. Han avslutade året med att bli tvåa vid IAAF World Athletics Final 2008 i Stuttgart. Vid inomhus-EM 2009 slutade han trea på 60 meter häck.

## Personliga rekord
- 60 meter häck - 7,55
- 110 meter häck - 13,29